# Heterocrepidius puberulus
Heterocrepidius puberulus là một loài bọ cánh cứng trong họ Elateridae. Loài này được Boheman miêu tả khoa học năm 1859.